# Entre tus alas
«Entre tus alas» es una balada interpretada por la banda mexicana Camila, publicado como el cuarto sencillo de su segundo álbum de estudio Dejarte de amar (2010). Se publicó como el cuarto sencillo del mencionado álbum bajo el sello discográfico Sony Music Latin el 5 de febrero de 2011. Entre tus alas fue escrita por Mario Domm, coescrita por Paulyna Carraz y producida por Domm y coproducida por Pablo Hurtado.

## Otras versiones
En la edición especial del disco Dejarte de amar se encuentra además de la versión normal de la canción interpretada por Camila en solitario, también una versión a dueto con la cantante Colbie Caillat.

## Uso en otros medios
En México la canción fue usada como tema central de los protagonistas de la telenovela La fuerza del destino (2011), bajo la producción de Rosy Ocampo.

## Posicionamientos
| Conteo (2011)                                  | Posición máxima |
| ---------------------------------------------- | --------------- |
| Argentina Singles Top 100                      | 4               |
| Chile Top 100                                  | 12              |
| Lo Más 40 Del 2011 (Los 40 Principales México) | 6               |
| Los 10 Primeros                                | -               |
| Exametro                                       | -               |